# Die Schönste von New York
Die Schönste von New York ist eine US-amerikanische Musicalkomödie aus dem Jahr 1952 von Charles Walters mit Fred Astaire und Vera-Ellen in den Hauptrollen. Der Film wurde von Metro-Goldwyn-Mayer produziert und basiert auf dem Musical The Belle of New York von Hugh Morton und Gustave Adolph Kerker.

## Handlung
Im New York der Jahrhundertwende wird Angela Collins, Mitglied der Heilsarmee, von ihren hilfsbedürftigen Klienten, die ihren Gesang und ihre Schönheit bewundern, als „Belle of New York“ gefeiert. Die wohlhabende Unterstützerin Lettie Hill mag Angela, runzelt aber die Stirn über die Ablenkung, die sie verursacht. Letties Neffe Charlie hingegen, der sich noch nie um Wohltätigkeit gekümmert hat, bevorzugt die Gesellschaft schöner Frauen und seiner Kumpane.
Am Abend, an dem Lettie aus Washington zurückkehrt, veranstaltet Charlie vor seiner Hochzeit mit Dixie McCoy einen Junggesellenabschied. Bis auf Charlies Freund und Anwalt Max Ferris sind alle Gäste Frauen. Als Lettie ankommt, missbilligt sie das Fest und schickt die Gäste weg, ohne zu ahnen, dass sie Charlies bevorstehende Hochzeit feiern. Später geht Charlie mit seiner Bekannten Frenchie aus und gibt zu, dass er gar nicht heiraten will. Während sie in einer offenen Kutsche fahren, sieht Charlie Angela mit dem Chor der Heilsarmee singen und verliebt sich sofort in sie. Charlie lässt die verständnisvolle Frenchie in der Kutsche zurück und nähert sich Angela, die sich ebenfalls zu ihm hingezogen fühlt, aber befürchtet, dass er nicht wirklich verliebt ist, was ihrer Meinung nach jemanden auf Wolken schweben lassen sollte. Später beginnt er tatsächlich auf Wolken zu schweben und erkennt zum ersten Mal, dass er verliebt ist.
Am nächsten Morgen, nachdem Charlie nicht zur Hochzeit erschienen ist, stürmt Dixie zu seinem Haus und macht eine Szene, was Lettie dazu veranlasst, einen Scheck über 10.000 Dollar auszustellen, um sie zum Schweigen zu bringen. Obwohl sie ihren Neffen liebt, erklärt sie Max wütend, dass sie Charlie kein Geld mehr geben werde, wenn er sich nicht ändert. In der Zwischenzeit ist Charlie zu Angela gegangen und zeigt ihr seine Aufrichtigkeit, indem er in ihrem Büro darum bittet, sich der Heilsarmee anschließen zu dürfen. Angela ist immer noch skeptisch und sagt ihm, dass er ehrliche Arbeit leisten muss, bevor sie ihn zulassen werde. Charlie unternimmt mehrere Versuche, einen Job zu finden, wird aber jedes Mal gefeuert, weil er durch die vorbeigehende Angela abgelenkt wird. Charlie wird schließlich Straßenbahnfahrer und bietet Angela am Ende des Tages eine Fahrt zum Depot an. Als er sie von seiner Liebe überzeugen will, tanzt das Paar und beide beginnen, durch die Luft zu laufen. Charlie nimmt Angela mit nach Hause, um seine Tante zu besuchen, die angenehm überrascht ist, als sie die Identität seiner neuen Freundin erfährt. Glücklich, dass Charlie endlich ein nettes Mädchen gefunden hat, bietet Lettie an, die Kosten für ihre Hochzeit zu übernehmen.
Am Abend vor ihrer Hochzeit schmücken Mitglieder und Freunde das Versammlungshaus der Heilsarmee, während ein jetzt gemäßigter Charlie alle Angebote von Max für einen Junggesellenabschied ablehnt. Freunde von Angela beschließen, Charlie einen Besuch abzustatten und ihm alles Gute zu wünschen. Der Polizist Sergeant Clancy und einige der treuen Heilsarmee-Klienten bringen Charlie dazu, einen Toast auf Angela auszubringen. Nach weiteren Toasts betrinken sich alle und Charlie und Max wachen erst am nächsten Nachmittag wieder auf. Obwohl die Hochzeit eigentlich am Mittag stattfinden sollte, versucht Max Charlie davon zu überzeugen, dass es noch nicht zu spät ist. Doch Charlie ist überzeugt, dass er nicht gut genug ist und es für Angela besser ist, dass sie nicht heiraten. Zu Hause wartet Angela, immer noch in ihrem Hochzeitskleid, und redet sich ein, dass es noch nicht zu spät ist, doch Charlie besteht darauf, dass er nicht der richtige Mann für sie sei. Angela erklärt, dass sie immer noch einen Mann heiraten möchte, der auf der Luft laufen kann. Sie küsst ihn, aber als keiner von beiden zu schweben beginnt, rennt sie weg. Etwas später macht sich Charlie auf die Suche nach Angela, die ihm jedoch aus dem Weg geht.
Angelas Freundin Elsie Wilkins, die ebenfalls bei der Heilsarmee ist, erzählt ihm, dass Angela gegangen sei, weil sie nicht länger „zu brav“ sein wolle. Als Charlie geht, schimpft die versteckte Angela mit Elsie, weil sie Charlie glauben lässt, sie sei kein gutes Mädchen mehr. Elsie kommt auf die Idee, die beiden wieder zusammenzubringen. Sie und Angela gehen schicke Abendkleidung kaufen und reservieren einen Tisch im Webber’s Casino, wo Charlie als singender Kellner arbeitet. Charlie ist schockiert, als er sie dort sieht und versucht, sie zum Gehen zu bewegen. Die Frauen weigern sich und bestellen Champagner. Nachdem Charlie auf der Bühne aufgetreten ist, wird er von einem der männlichen Gäste gebeten, Angela eine Nachricht zu überbringen. Als sie die Notiz liest, ist sie schockiert und beschließt zu gehen, doch als Charlie die Notiz liest, schlägt er dem Gast wütend auf die Nase. Es kommt zu einer wüsten Schlägerei, bei der sich auch Max und Lettie in Sicherheit bringen müssen, die kurz vor der Polizei in dem Casino ankommen. Als sie alle versuchen, sich während des Handgemenges hinauszuschleichen, beginnen Angela und Charlie zu streiten und bemerken erst, dass sie zu schweben beginnen, als sie draußen sind und von der sich versammelnden Menge angefeuert werden. Schließlich sind Charlie und Angela verheiratet und tanzen in ihrer Hochzeitskleidung.

## Hintergrund
Gedreht wurde der Film von Mitte Juni bis Anfang Oktober 1951 in den MGM-Studios in Culver City.
In der Presse wurde darauf hingewiesen, dass für eine Eislaufsequenz des Films gefärbtes Wasser verwendet wurde, um das Eis in Technicolor besser aussehen zu lassen.
Arthur Freed plante, eine Filmversion des Musicals zu produzieren mit neuen Liedern von Harry Warren. Zunächst wurde Judy Garland als Nebendarstellerin von Astaire genannt, dann wurde Lina Romay als Hauptdarstellerin der Produktion bekannt gegeben, bis letztendlich Vera-Ellen den Zuschlag bekam.
Metro Pictures Corporation produzierte 1919 eine Stummfilmadaption des Stücks unter der Regie von Julius Stegner und mit Marion Davies in der Hauptrolle.
Cedric Gibbons und Jack Martin Smith oblag die künstlerische Leitung. Richard Pefferle und Edwin B. Willis waren für das Szenenbild zuständig, Helen Rose und Gile Steele für die Kostüme, William Tuttle und Jack Truwe für das Maskenbild. Verantwortlicher Toningenieur war Douglas Shearer. Warren Newcombe und Irving G. Ries schufen die Spezialeffekte.

## Musik
Harry Warren und Johnny Mercer steuerten folgende Songs bei:
When I’m Out with the Belle of New York, Bachelor Dinner Song, Seeing’s Believing, Naughty But Nice, Oops!, Thank You, Mr. Courier, Thank You, Mr. Ives und I Wanna Be a Dancin’ Man. Von Roger Edens, der auch als Co-Produzent am Film beteiligt war, stammte das Stück Let a Little Love Come In.
Vera-Ellens Singstimme stammte von der Sängerin Anita Ellis.

## Synchronisation
Die deutsche Synchronfassung entstand 1991 im Auftrag der Interopa Film im Berlin unter der Dialogregie von Hagen Mueller-Stahl nach einem Dialogbuch von Theodor Dopheide.
| Rolle          | Schauspieler     | Deutscher Synchronsprecher |
| -------------- | ---------------- | -------------------------- |
| Charlie Hill   | Fred Astaire     | Eckart Dux                 |
| Angela Bonfils | Vera-Ellen       | Daniela Lohmeyer           |
| Lettie Hill    | Marjorie Main    | Sigrid Lagemann            |
| Max Ferris     | Keenan Wynn      | Hans-Werner Bussinger      |
| Elsie Wilkins  | Alice Pearce     | Margot Rothweiler          |
| Gilford Spivak | Clinton Sundberg | Georg Tryphon              |
| Dixie McCoy    | Gale Robbins     | Ulrike Möckel              |
| Frenchie       | Lisa Ferraday    | Beate Haeckl               |
| Sgt. Clancy    | Henry Slate      | Michael Rüdiger            |

Anmerkung: Die kursiv geschriebenen Namen sind Rollen und Darsteller, die nicht im Abspann erwähnt wurden.

## Veröffentlichung
Die Premiere des Films fand am 22. Februar 1952 statt. In der Bundesrepublik Deutschland wurde er am 29. Juni 1992 im deutschen Fernsehen ausgestrahlt.

## Kritiken
Der Filmkritiken-Aggregator Rotten Tomatoes hat in einer Auswertung von über 250 User-Kritiken ein Publikumsergebnis von 33 Prozent positiver Bewertungen ermittelt.
Bosley Crowther von der The New York Times befand, Vera-Ellen füge dieser Lappalie eine beträchtliche Präsenz hinzu, die zusätzlich zu der von Fred Astaire erforderlich sei. Irgendwie sei das Drehbuch so dünn und dramatisch substanzlos, dass es sich unmöglich mit Hilfe der belanglosen Komplikationen fortbewegen könne.
In der Variety hieß es, ein Filmmusical komme normalerweise mit einer schwachen Handlung aus, wenn die Tanzeinlagen und Melodien stark seien. Aber dieser Film habe eine noch schwächere Handlung als üblich und die Showeinlagen seien sehr gewöhnlich. Es sei alles angenehm gefertigt, aber nicht von einer Qualität, die mehr wert sei als nur vorübergehendes Interesse.
Das Lexikon des internationalen Films schrieb: „Unterhaltsames, inszenatorisch freilich nur durchschnittliches Musical.“
Die Filmzeitschrift Cinema befand: „Abgesehen vom Spiel des Protagonisten ist das Musical schwung- und ideenlos. Fazit: Allzu leichtgewichtig, aber tolles Technicolor.“